# DeBary, Florida
DeBary är en stad (city) i Volusia County, i delstaten Florida, USA. Enligt United States Census Bureau har staden en folkmängd på 19 324 invånare (2011) och en landarea på 49,1 km².